# Zatoka Wszystkich Świętych
Zatoka Wszystkich Świętych (port.: Baía de Todos os Santos) – zatoka Oceanu Atlantyckiego, u brzegów stanu Bahia, w Brazylii. Nad zatoką leży miasto Salvador.
Powierzchnia zatoki wynosi 1052 km², maksymalna głębokość 42 m. W zatoce znajduje się w sumie 66 wysp.